# 塔因查
塔因查（转写：tainca，？—17世纪），讹称德因泽，姓氏不詳。清太祖努尔哈赤的小福晋，皇太極的庶母。

## 生平
天命五年（1620年）三月，汗宅內有一名闲散侍女秦太与一個名為纳扎的女子发生口角，互指对方淫荡，秦太指纳扎和巴克什达海通奸，有其送达海的蓝布两匹为证。此事被努尔哈赤小妻塔因查听到，遂于三月二十五日，向努尔哈赤告發。努尔哈赤召集当事人对质后，知道纳扎送达海布匹是得到某個福晋允诺的，便怪責那位允诺纳扎送达海布匹的福晋。塔因查藉此机会吿發地位更高的大福晉阿巴亥。
小妻（转写：buya sargan）塔因查告发大福晋阿巴亥与大贝勒代善之间有暧昧关系以及行贿受贿之嫌，并经查证实。塔因查由此晋升为小福晋（转写：ajige fujin），並允许与努尔哈赤同桌吃饭。
天命十一年（1626年）八月，努尔哈赤逝世，四大贝勒（代善、阿敏、莽古尔泰、皇太极）主政，以努尔哈赤遗言的名义令大福晋阿巴亥殉葬，两庶妃同殉。根据《满洲实录》的记载，两庶妃的名字是阿吉根和代因扎。在不清楚满文原文的状态下，有学者认为代因扎即塔因查:151。实际上，两者满文并不相同:151。她是否是努尔哈赤其她妾室中的一人，不得而知。

## 影视形象
- 1986年中国大陆央视电视剧《努尔哈赤》，宋美华饰演德因泽
- 1987年香港亚视电视剧《滿清十三皇朝》，曾美玲饰演德因泽
- 2004年中国内地电视剧《太祖秘史》，陳德容饰演德因泽

## 备注
1. ↑  代因扎与塔因塔被混为一人。以代因扎更准确的音译德因泽[1]:151称呼塔因查[2]。